# Alessandra Scatena
Alessandra Scatena Gherbali conocida artísticamente como Alessandra Scatena 30 de septiembre de 1975) es una actriz brasileña y destacada  presentadora de TV notoria a partir de su trabajo como asistente de palco en el programa Domingo Legal.

## Carrera
A partir de destacarse como asistente de palco del programa de auditorio Domingo Legal, Alessandra se distinguió y ganó preeminencia en los medios de comunicación. Participó de la primera edición del reality show Casa dos Artistas, e incluso protagonizó el video musical Charlie Brown Jr., titulado Proibida pra Mim. Antes de ser asistente de palco del programa Domingo Legal, Scatena también fue asistente de palco de Passa ou Repassa.

### Trabajos en la televisión[4]
- Domingo Legal
- Casa dos Artistas 1[5]
- Programa Alessandra Scatena[5]
- Sounds of Brazil - exhibido en Miami
- A Turma do Didi[6]

### Revistas
Dentro de las innumerables tapas de revistas, Alessandra fue estrella indiscutible de la tapa de Playboy:
- Revista Playboy - septiembre de 1997

### Publicidades
- http://www.redetv.com.br/Video.aspx?8,10,182254,entretenimento,tv-fama,direto-da-maternidade-alessandra-scatena-e-seu-bebe%7C2=Archivado+el+1+de+diciembre+de+2012+en+Wayback+Machine.</ref>[7]